# Herman Kruyder
Herman Kruyder (Lage Vuursche, 7 de junho de 1881—Amesterdão, 29 de abril de 1935) foi um pintor holandês. 
Formado como vidreiro na Escola de Artes Aplicadas de Haarlem, em 1907 começou nas cercanias de Haarlem e Heemstede a desenhar e pintar paisagens. Inspirado pelo cubismo e o expressionismo, desenvolveu o seu próprio estilo, caracterizado pelas cores intensas. 
Em 1926 mudou-se para Blaricum, onde trabalhou num estilo realista. Devido a uma depressão, a sua obra tornou-se mais sombria e desolada. 